# Línea de costa discordante

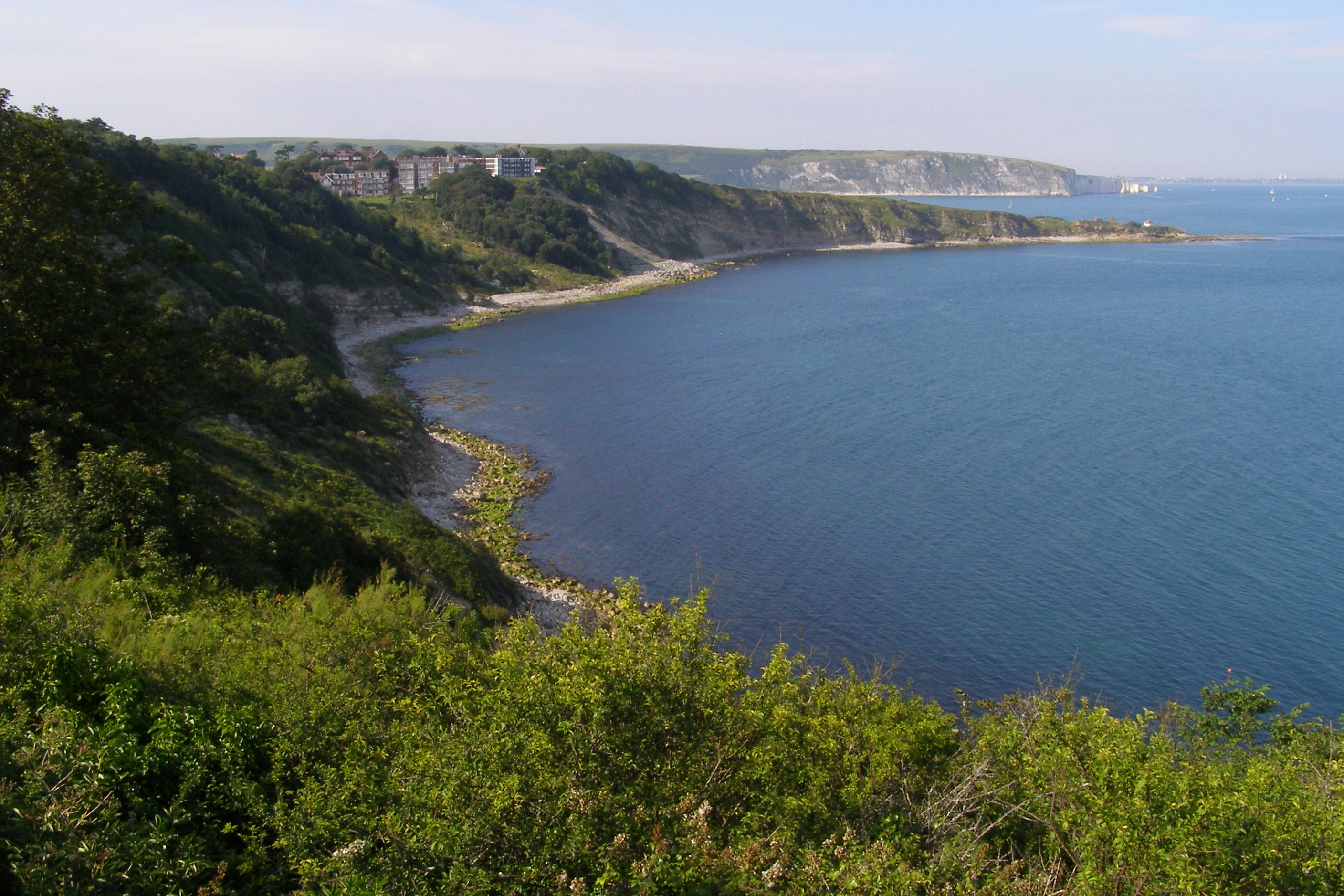
Durlston Head (caliza) a Handfast Point (tiza), con Peveril Point (caliza) dividiendo la bahía Durlston Bay desde Swanage Bay (Inglaterra, Reino Unido)

Una línea de costa discordante se produce donde bandas de diferentes tipos de roca se disponen perpendiculares a la costa.
La diferente resistencia a la erosión lleva a la formación de promontorios o bahías, según los casos. Un tipo de roca tal como el granito es resistente a la erosión y crea un promontorio, mientras que un tipo de roca más blando, como las arcillas de Bagshot Beds, es fácilmente erosionado, formándose una bahía.
Parte de la costa de Dorset (Inglaterra), que se dispone hacia el norte desde la lcaliza de Portland en Durlston Head, es un ejemplo claro de un línea de costa discordante. La caliza de Portland es resistente a la erosión; mientras al norte hay una bahía en Swanage donde el tipo de roca es una arenisca verde blanda. Al norte de Swanage, el afloramiento de tiza crea el promontorio que incluye Old Harry Rocks.
Lo opuesto a una línea de costa discordante es una línea de costa concordante.

## Ejemplos
- La línea costera alrededor de Swanage (Inglaterra) (50°36′24″N 1°57′54″O / 50.60667, -1.96500 50°36′24″N 1°57′54″O / 50.60667, -1.96500 / 50.60667°N 1.96500°W / 50.60667; -1.96500) es un ejemplo de línea de costa discordante.